# Bella Verano
Bella Verano Domínguez (Lepe, Huelva, 14 de febrero de 1978) es una política española perteneciente al Partido Popular. Es Diputada en la XV legislatura y fue Delegada de la Junta de Andalucía en Huelva y Teniente de alcalde del Ayuntamiento de Lepe.

## Biografía
Bella Verano es licenciada en Humanidades por la Universidad de Huelva y diplomada en Turismo por la Escuela Superior de Turismo de Huelva.
Verano fue nombrada en 2007 Teniente de alcalde de Lepe para las áreas de Desarrollo Local y Juventud por Manuel Andrés y asumió posteriormente competencias en Empleo, Economía y Hacienda.
Es desde 2010 empleada de Caixabank, donde se encuentra actualmente en excedencia por cargo público.
Tras la investidura de Juanma Moreno como Presidente de la Junta de Andalucía en 2019, fue nombrada Delegada de la Junta de Andalucía en Huelva.
En las Elecciones al Parlamento de Andalucía de 2022 fue elegida Diputada, aunque posteriormente renunció al acta para poder ser nombrada de nuevo Delegada de la Junta de Andalucía en Huelva.
En verano de 2023 fue cesada nuevamente como Delegada de la Junta de Andalucía en Huelva para concurrir como candidata al Congreso de los Diputados en las Elecciones generales de España de 2023, en las que resultó elegida por la provincia de Huelva.
A finales de 2023 fue nombrada miembro del Consejo de Dirección del Grupo Parlamentario Popular en el Congreso y Portavoz de la Comisión de Derechos Sociales.